# Georg von Rosen
Georg von Rosen (Parigi, 13 febbraio 1843 – Stoccolma, 3 marzo 1923) è stato un pittore svedese noto per i soggetti storici e appartenenti alla mitologia norrena.

## Biografia
Insegnò all'Accademia d'Arte Reale di Stoccolma tra il 1880 e il 1908.
Nel 1871 ritrasse la regina Karin Månsdotter che, ritratta in vesti bianche come una figura angelica, tiene la mano del marito Eric XIV di Svezia, tormentato dai suoi disturbi mentali, mentre a destra il suo consigliere cerca di convincerlo a firmare un documento.